# Bierfranken

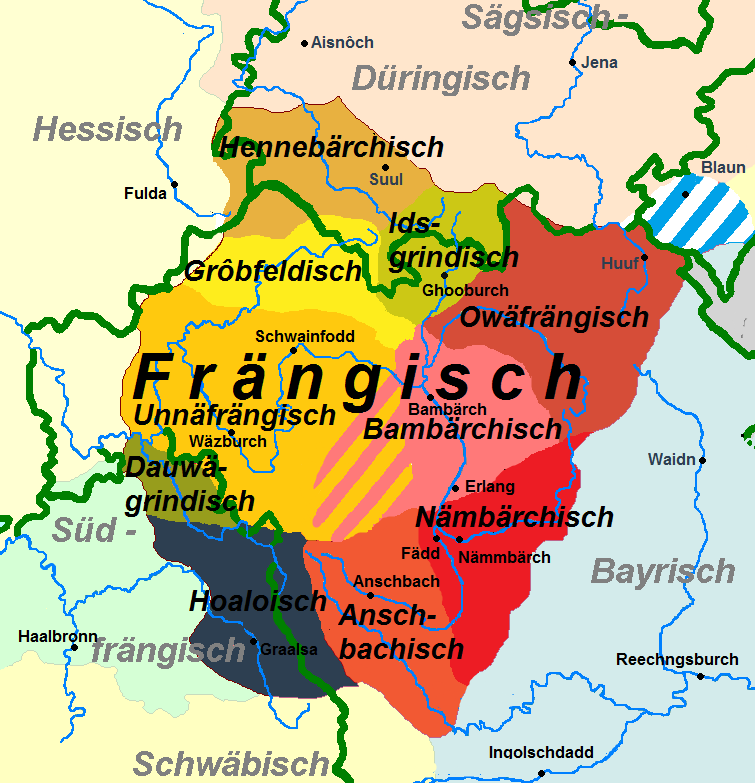
Kerngebiet Bierfrankens: Bereiche von Bambergisch (Bambärchisch) und Oberfränkisch (Owäfrängisch)

Bierfranken ist ein in neuerer Zeit gebildeter Gegenbegriff zu Weinfranken, der anfänglich ausschließlich scherzhaft verwendet wurde. Erst beide Begriffe zusammen beschreiben die zwei großen fränkischen Kulturlandschaften, im Gegensatz zur politischen Dreiteilung mit den bayerischen Regierungsbezirken Unterfranken, Mittelfranken und Oberfranken. Bierfranken umfasst die oberfränkischen, mittelfränkischen und ostunterfränkischen Regionen mit hoher Brauereidichte, in denen zudem eine ausgeprägte Bierkultur gepflegt wird. Das Kerngebiet Bierfrankens liegt in den Gebieten, in denen die beiden Dialekte Bambergisch und Oberfränkisch gesprochen werden.

## Einordnung

### Bierfranken und Weinfranken
Bierfranken bezeichnet vor allem die oberfränkischen und mittelfränkischen Regionen, in denen im Gegensatz zu den unterfränkischen Gebieten um Würzburg, Kitzingen und Schweinfurt mehr Bier gebraut, aber kein Wein angebaut wird. Dies sind die Regionen um Bamberg, Bayreuth, Hof, Kulmbach, Nürnberg/Fürth/Erlangen sowie der Frankenwald. Hervorzuheben ist die Fränkische Schweiz mit ihren über 100 Kleinbrauereien. Der Schwerpunkt Bierfrankens liegt im Großraum Bamberg, der bis in die 1960er Jahre die höchste Brauereidichte der Welt aufwies. Bierfranken besitzt mit 160 Brauereien im weltweiten Vergleich immer noch eine sehr hohe Brauereidichte und nach wie vor die höchste Dichte historischer Brauereien, die herkömmliches Bier brauen (siehe: Höhere Brauereidichte durch Craft-Bier). Ein Überlappungsgebiet zwischen Weinfranken und Bierfranken bildet der Landkreis Haßberge mit Weinorten an Main und Steigerwald und (einstiger) hoher Brauereidichte.

### Westgrenze Bierfrankens

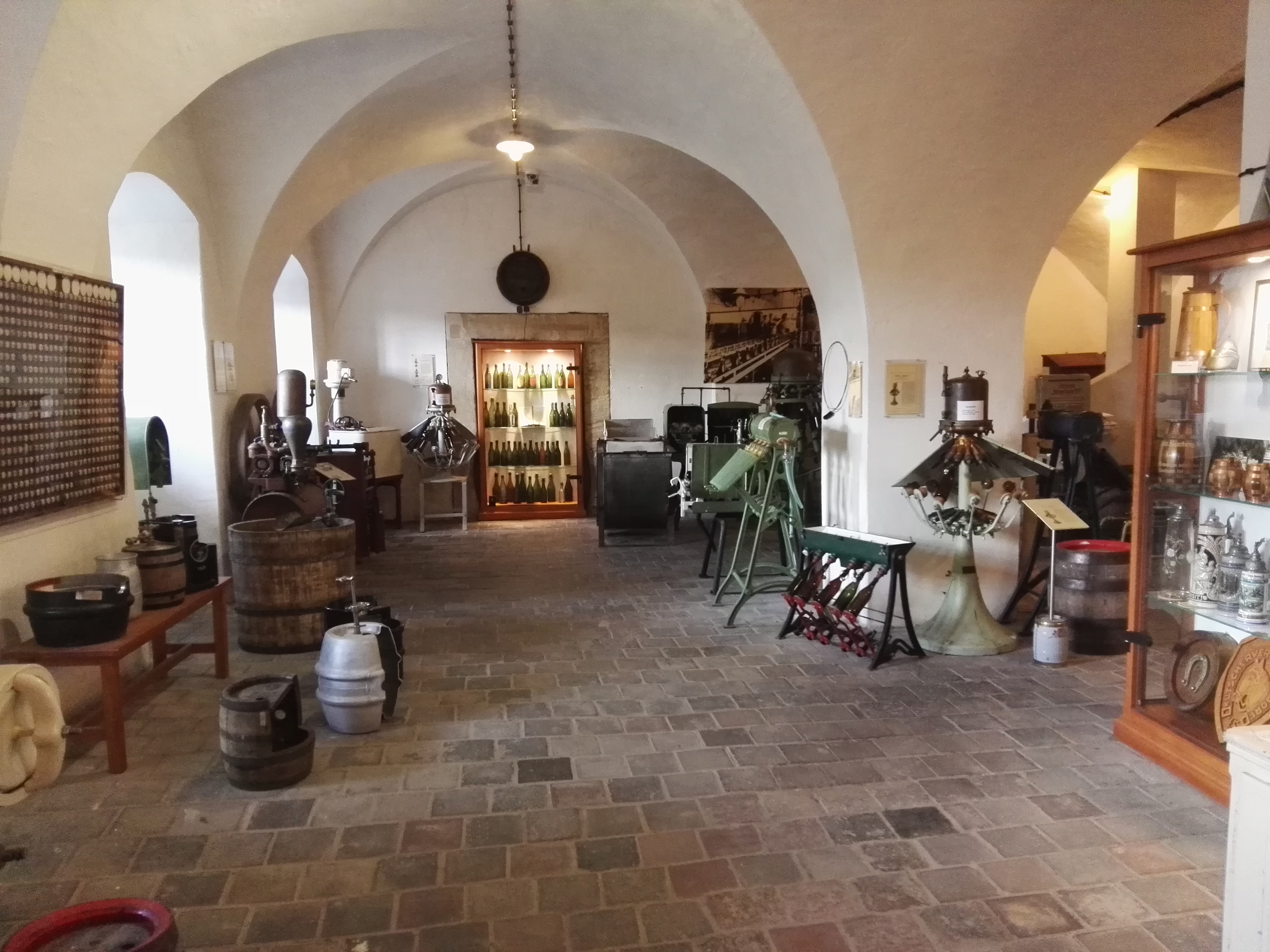
Fränkisches Brauereimuseum
in Bamberg

Die Westgrenze Bierfrankens, die wegen des oben erwähnten Überlappungsgebietes mit der Ostgrenze Weinfrankens nicht übereinstimmt, ist mit der Steigerwaldschranke identisch. Dies ist die Bezeichnung des westlichen Abschnitts der Bamberger Schranke bei Augsfeld am Main, zwischen Haßfurt und Zeil. Beide Bezeichnungen beschreiben die Grenze zwischen zwei Subdialekten Unterostfränkisch im Westen und Bambergisch im Osten. Durch die nahezu vorhandene Übereinstimmung mit den Dialekten wird auf der Karte der ostfränkischen Subdialekte Weinfranken (gelbe Flächenfärbungen) und Bierfranken (rötliche Flächenfärbungen) ziemlich genau dargestellt, wie auch die beiden unterschiedlichen Kulturlandschaften, Höhenlagen und Klimazonen.

## Oberfränkische Stadtbilder
Bis in die Nachkriegsjahrzehnte wurden Stadtbilder oberfränkischer Städte wie Bamberg, Kulmbach oder Hof von Brauereien geprägt. Die nachfolgende Bildergalerie zeigt das u. a. am Beispiel des Unterkotzauer Wegs in Hof. Seit den 1980er Jahren wurden stillgelegte, meist größere Brauereien für den Stadtumbau abgebrochen. In neuerer Zeit verhindert dies der Denkmalschutz und man versucht die Bauten anderweitig zu nutzen. Unter der westlichen Altstadt von Bamberg, dem Berggebiet, liegt ein Labyrinth von Bierkellern, auf das Gassennamen wie Eisgrube hinweisen.

Stadtbildprägende Brauereien in Bamberg und Hof
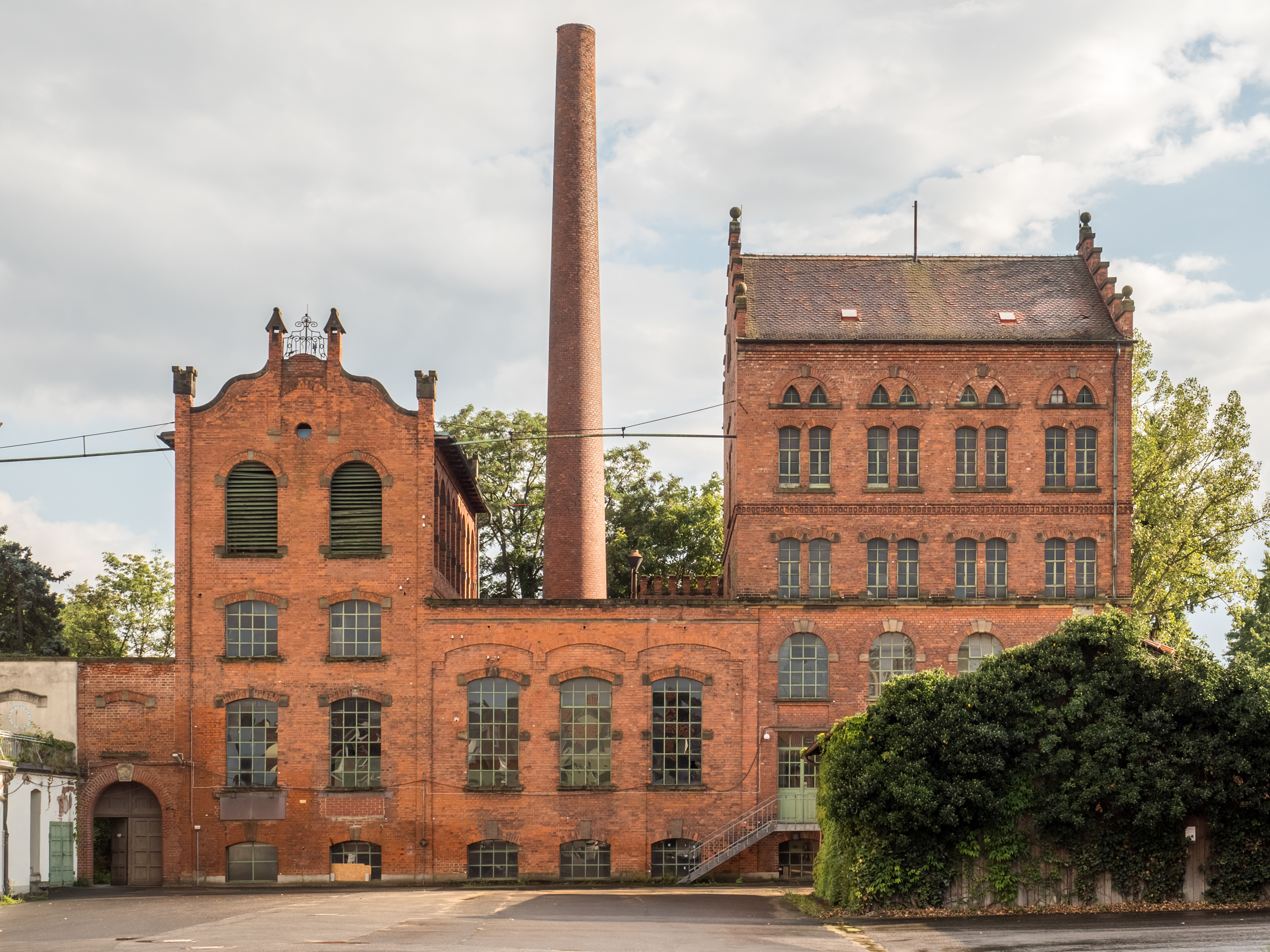
Maisel Bamberg
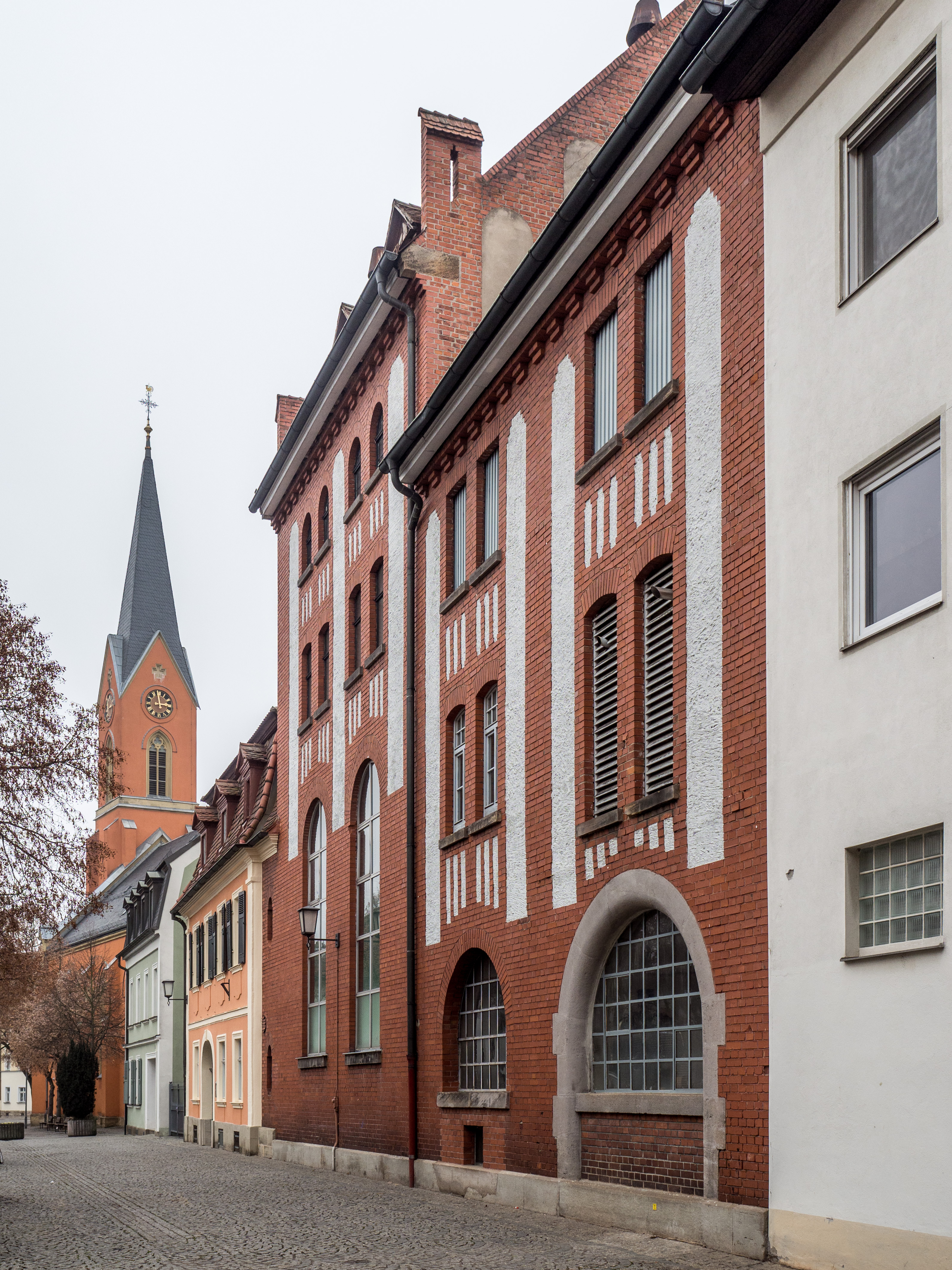
Mahr Bamberg
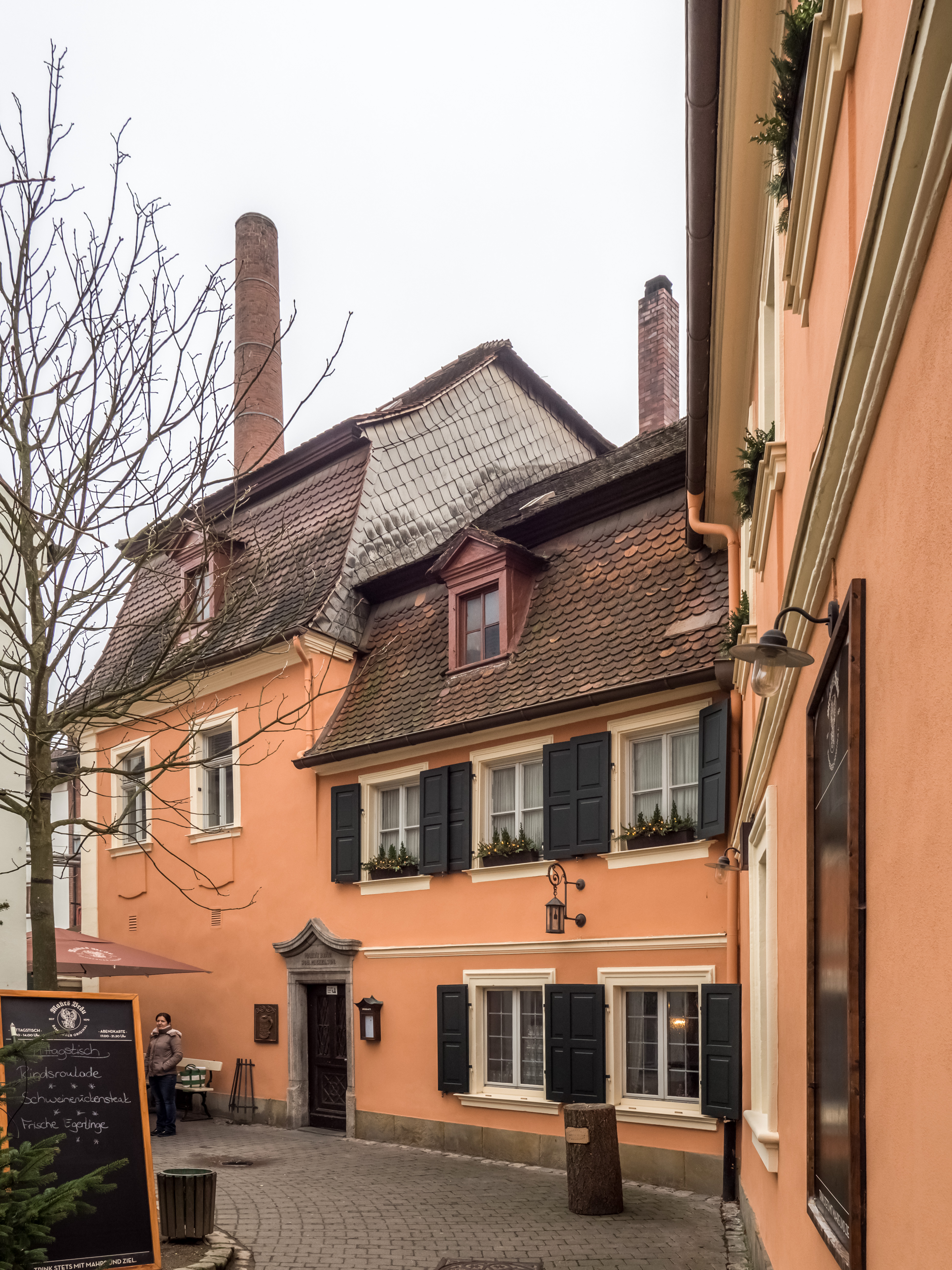
Mahr, Brauereigasthof in der Wunderburg
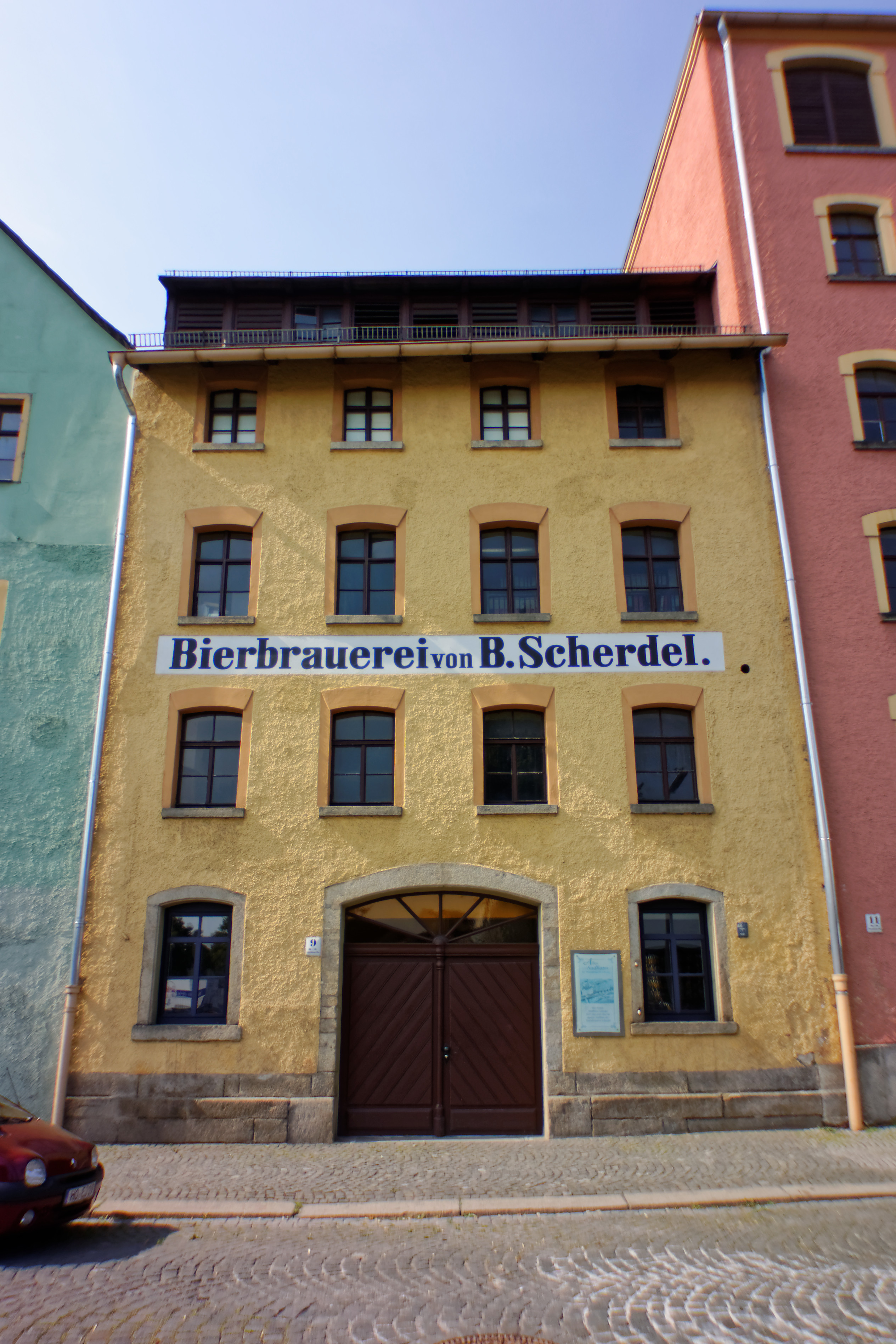
Hof, Unterkotzauer Weg 9
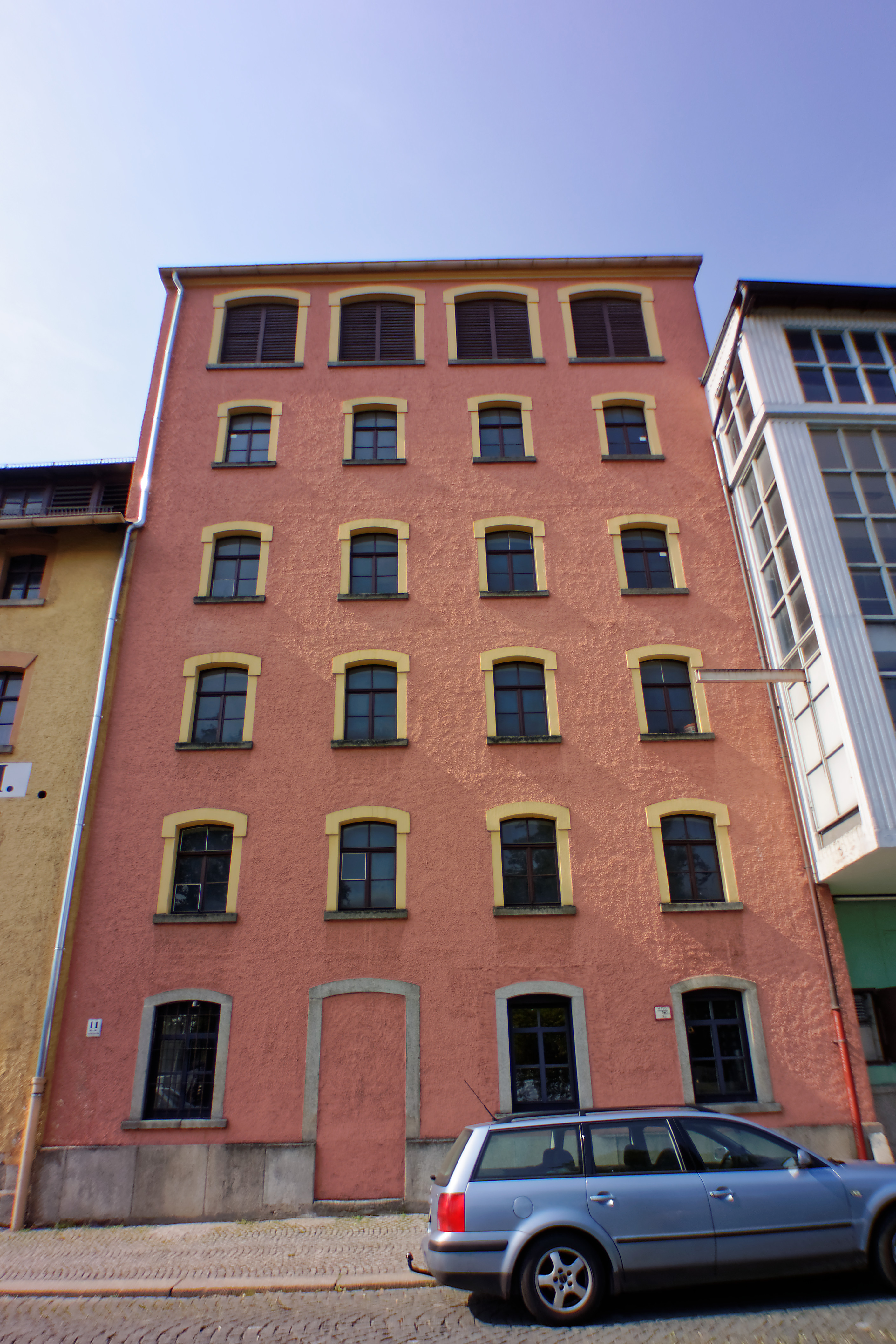
Hof, Unterkotzauer Weg 11
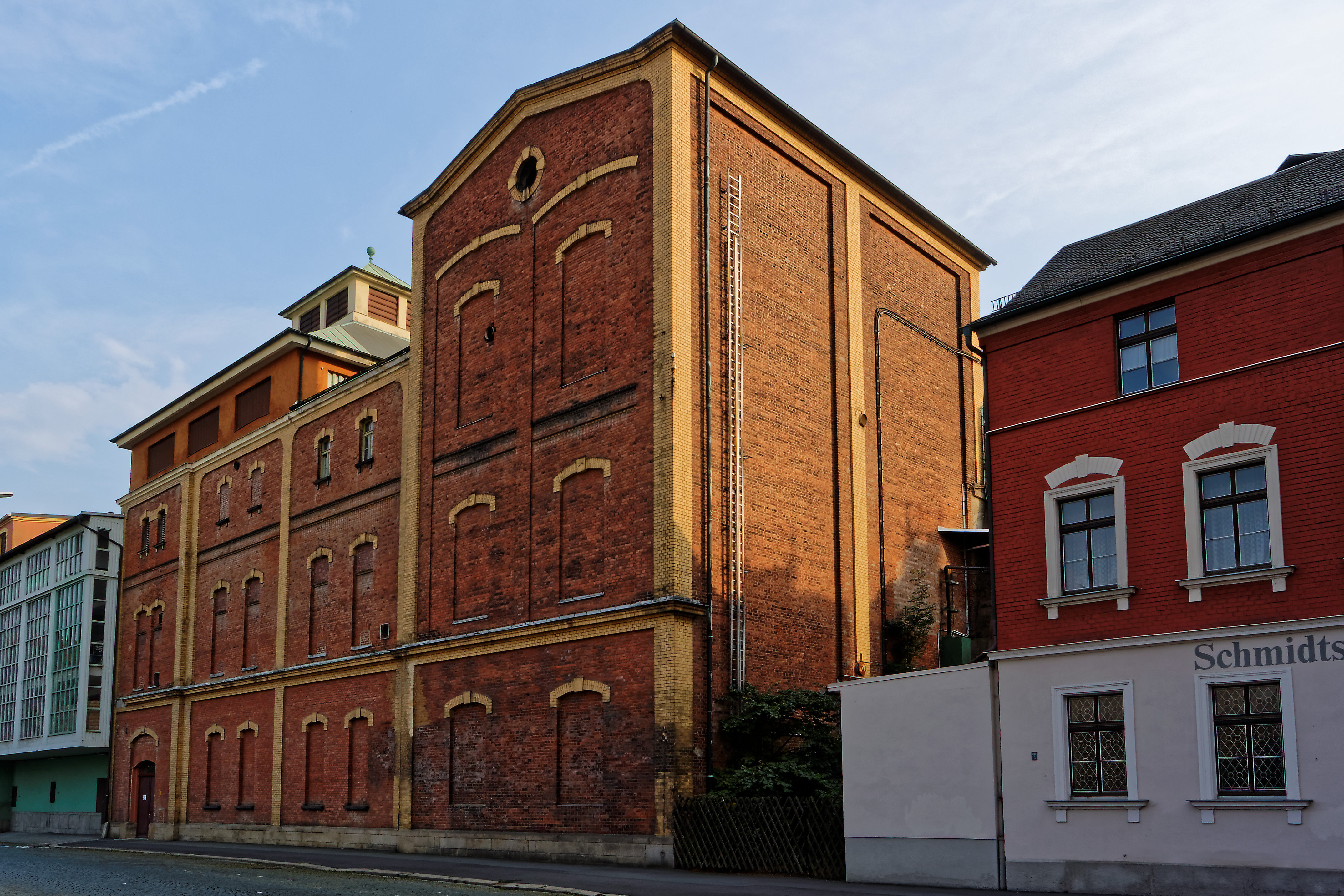
Hof, Unterkotzauer Weg 15